# Operation Wolf 3
Operation Wolf 3 (オペレーションウルフ3?, Operēshon Urufu 3) è un videogioco arcade sviluppato da East Technology e pubblicato nel 1994 dalla Taito. Non ha alcun collegamento con i due precedenti giochi della serie, Operation Wolf e Operation Thunderbolt, a parte il titolo e i controlli.
Invece del tema militare dei primi due giochi, Operation Wolf 3 mette i giocatori nei panni di agenti antiterrorismo. È l'unico gioco della serie a presentare una grafica composta da fotografie digitalizzate, simile a Lethal Enforcers della Konami e ad Under Fire della stessa Taito. Presenta anche come controller delle armi completamente diversi dai predecessori.

## Modalità di gioco
In Operation Wolf 3 si assume il ruolo di uno dei due agenti della fittizia Gun Metal Army, nome in codice "Hornet" e "Queen Bee", che vengono inviati su un'isola remota per eliminare un'organizzazione terroristica chiamata "SKULL" e disarmare il loro missile nucleare.
Il giocatore avanza attraverso cinque livelli: Warehouse, Freeway, Wasteland e Silo, con la quinta fase che prevede vengano abbattuti missili a mezz'aria. Nel corso dei livelli, si trovano vari potenziamenti, come armi più potenti e bombe extra. A differenza delle munizioni limitate trovate in Operation Wolf, questo titolo ha munizioni illimitate. Finché il grilletto è premuto, le armi spareranno in modalità completamente automatica. Una volta esaurito il contatore delle munizioni, la velocità di fuoco diminuisce drasticamente. Quando il grilletto viene rilasciato, il contatore si ricarica all'istante. Una slitta a pompa sotto la parte anteriore della canna della pistola viene utilizzata per le bombe. È possibile trasportare fino a tre bombe alla volta, rispetto alle nove del primo gioco.
Tra un livello e l'altro a volte c'è una scena extra con esercitazioni di tiro, in cui il giocatore deve sparare a bersagli, bottiglie e dischi da tiro per ottenere punti bonus.